# Goran Vlaović
Goran Vlaović est un footballeur international croate né le 7 août 1972 à Nova Gradiška en Croatie qui évoluait au poste d'attaquant.

## Biographie
Il a porté pendant 10 ans le maillot de l'équipe de Croatie avec lequel il a disputé trois grandes compétitions internationales. Sa dernière sélection datant d'août 2002. Il a entre autres marqué le deuxième but croate lors du quart-de-finale de la coupe du monde 1998 remporté 3-0 contre l'Allemagne et il a aussi marqué un but important lors de l'Euro 1996 qui a permis à la Croatie de battre la Turquie 1-0 en phase de poule.
Il a pris sa retraite à la fin de la saison 2003-2004 alors qu'il n'était âgé que de 31 ans.

## Palmarès

### Croatia Zagreb
- Champion de Croatie en 1993.
- Vainqueur de la Coupe de Croatie en 1994.

### Valence CF
- Vainqueur de la Coupe Intertoto en 1998.
- Vainqueur de la Coupe d'Espagne en 1999.

### Panathinaïkos
- Champion de Grèce en 2004.
- Vainqueur de la Coupe de Grèce en 2004.

### En Croatie
- 52 sélections et 15 buts entre 1992 et 2002
- Participation au Championnat d'Europe des Nations en 1996 (1/4 de finaliste)
- Participation à la Coupe du Monde en 1998 (3e) et en 2002 (Premier Tour)

#### Statistiques
- 4 matchs et 1 but en Championnat d'Europe des Nations
- 7 matchs et 1 but en Coupe du Monde

### Distinctions individuelles
- Meilleur buteur du championnat de Croatie en 1993 (23 buts) et en 1994 (29 buts)